# Леонтьєвське
Лео́нтьєвське (рос. Леонтьевское) — село у складі Туринського міського округу Свердловської області.
Населення — 321 особа (2010, 383 у 2002).
Національний склад населення станом на 2002 рік: росіяни — 85 %.